# Where to Invade Next
Where to Invade Next è un film documentario del 2015 diretto da Michael Moore.
Documentario che vede Michael Moore in veste di regista, autore, interprete e produttore, confrontare condizioni lavorative e sociali di alcuni stati europei con quelle degli Stati Uniti. Il titolo può tradursi letteralmente con "Dove invadere dopo". Durante il flm, girato con lo stile del documentario-inchiesta di viaggio, Moore viaggia in diversi paesi come Francia, Finlandia, Germania, Islanda, Italia, Norvegia, Portogallo, Slovenia e Tunisia, verificando il diverso approccio di queste nazioni nell'affrontare i temi economici e sociali, confrontandolo con la sua esperienza negli Stati Uniti.

## Trama
Lo stato maggiore del Pentagono è sconfortato per aver perso tutti i conflitti armati a cui gli Stati Uniti hanno preso parte dopo la seconda guerra mondiale. Michael Moore si propone di "invadere" da solo l'Europa per conquistare diversi stili di vita da introdurre nella propria patria. La missione inizia in Italia, con l'intervista ad una coppia di Firenze, seguita da una visita all'azienda di abbigliamento Lardini e all'industria motociclistica Ducati, durante cui il registra scopre che in Italia i lavoratori dipendenti ricevono la tredicesima mensilità e godono di 30-35 giorni di ferie pagate (in aggiunta ai giorni festivi e ai 15 giorni di permesso matrimoniale), le lavoratrici in gravidanza hanno diritto a cinque mesi di assenza pagata tramite l'indennità di maternità, gli operai possono fare una pausa-pranzo di due ore, il tutto con piena soddisfazione degli amministratori delegati delle aziende che ritengono che il benessere lavorativo dei dipendenti aumenti la produttività.
Moore si sposta in Francia, dove vi sono ottime mense scolastiche, per poi studiare il sistema rieducativo delle carceri norvegesi, la liberalizzazione delle droghe in Portogallo, le cure ginecologiche gratuite in Tunisia e le pari opportunità in Islanda. Il viaggio termina, non prima di aver visitato gli operai dell'industria tedesca Faber-Castell (che, pur lavorando solo 36 ore, ricevono un salario equivalente a 40 ore e possono rilassarsi alle terme a spese dell'azienda), l'università gratuita in Slovenia e le ottime scuole finlandesi che si basano su un limitato numero di ore di insegnamento. Al termine del film, Moore si rammarica del fatto che molte di queste "conquiste di civiltà" europee erano state in realtà già raggiunte negli Stati Uniti nel passato, ma poi perse a causa del capitalismo disumano e della corsa al profitto.

## Produzione
Secondo Moore, il film è stato prodotto in segreto ed è stato girato con una piccola troupe cinematografica. La produzione è avvenuta in tre continenti.

## Distribuzione
A distanza di sei anni dall'ultimo film di Moore (Capitalism: A Love Story), Where to Invade Next è stato presentato al Toronto International Film Festival 2015 e ha avuto la sua première statunitense al New York Film Festival il 2 ottobre 2015.
Moore era stato occupato durante le attività di promozione del film ed è rimasto a Flint, dove ha subito un'intossicazione per l'acqua contaminata da piombo. Malato di polmonite, è stato per breve tempo ricoverato nel reparto di terapia intensiva di un ospedale di New York, dove ha recuperato abbastanza bene. Tuttavia, le sue attività di promozione sono state annullate per consentigli una migliore guarigione.
Where to Invade Next è stato lanciato il 23 dicembre negli Stati Uniti e in Canada, in un numero limitato di proiezioni per una settimana in teatri di Los Angeles e New York al fine di potersi qualificare per gli Oscar (ma alla fine non ha ottenuto alcuna nomination). Il 12 febbraio 2016 l'opera è stata nuovamente distribuita in 308 sale statunitensi.
Il film doppiato in lingua italiana, distribuito da Nexo Digital e Good Films in collaborazione con Radio Deejay e MyMovies, è stato proiettato in 207 cinema italiani il 9, 10 e 11 maggio 2016.

## Accoglienza
Il film ha ricevuto recensioni positive dalla critica, ma anche alcune critiche per la semplificazione e la parzialità delle sue inchieste.
Il 1º dicembre 2015 il film è stato selezionato come uno dei 15 in lizza per l'Oscar al miglior documentario, non ricevendo però poi alcuna nomination.

## Riconoscimenti
Premi
- 2015 – Chicago International Film Festival: premio del pubblico per il miglior documentario
- 2015 – Hamptons International Film Festival: premio del pubblico per il miglior documentario
- 2016 – Film Club's The Lost Weekend: miglior documentario
- 2016 – Iowa Film Critics Award: secondo posto per il miglior documentario

Candidature
- 2015 – Premio della Critica Austin Film: candidatura per il miglior documentario
- 2015 – Chicago Film Critics Association Award: candidatura per il miglior documentario
- 2015 – Kansas City Film Circle Award: candidatura dei critici per il miglior documentario
- 2015 – Phoenix Film Society Award: candidatura per i critici per il miglior documentario
- 2015 – Satellite Award: candidatura per il miglior documentario
- 2016 – Broadcast Film Critics Association Award: candidatura per il miglior documentario
- 2016 – Cinema Eye Honors Awards: candidatura per il premio scela del pubblico cinematografico
- 2016 – Festival Internazionale del Cinema di Berlino: candidatura per l'orso d'oro
- 2016 – Houston Film Society Award: candidatura per i critici per il miglior documentario
- 2016 – Festival Internazionale del Cinema di Palm Springs: candidatura per il premio del pubblico